# Alex Hannum
Alexander Murray Hannum (* 19. Juli 1923 in Los Angeles, Kalifornien; † 18. Januar 2002 in San Diego, Kalifornien) war ein US-amerikanischer Basketballspieler und -coach. Hannum war zweimal Chefcoach des NBA All-Star Games, 1964 Coach of the Year und gewann zwei NBA-Meisterschaften. Lediglich Phil Jackson gelang es außer Hannum, den NBA-Titel mit zwei unterschiedlichen Franchises zu gewinnen. Hannum wurde am 2. Oktober 1998 als Coach in die Naismith Memorial Basketball Hall of Fame aufgenommen.

## Leben und Karriere
Alexander „Alex“ Hannum spielte zwischen 1942 und 1948 drei Jahre für die Trojans der University of Southern California, unterbrochen von seinem Militärdienst während des Zweiten Weltkrieges in der US Army, was ihm den Spitznamen „The Sarge“ einbringen sollte. Er war zuletzt Kapitän der Trojans und wurde in seinem letzten Jahr in das Auswahlteam der Conference berufen und schloss mit einem Bachelor in Wirtschaft ab.
Hannum spielte nach dem College eine Saison in Wisconsin für die Oshkosh All-Stars in der National Basketball League (NBL). Ab 1949 spielte er ausschließlich in der National Basketball Association (NBA) und ging für zwei Jahre zu den Syracuse Nationals, in der Saison 1951/52 zu den Baltimore Bullets und danach für zwei Jahre zu den Rochester Royals.
Die Liga war in den Anfangsjahren nicht sonderlich professionell und der mittelmäßige Basketballspieler Hannum genoss in erster Linie die Kameraderie und den Streifzug durch die Gemeinde nach den Spielen. Ähnlich unberechenbar waren die Besitzer der Franchises. Ben Kerner, der Besitzer der Milwaukee Hawks erwarb die Rechte an Hannum in der Mitte der Saison und bezahlte ihn in Tagesraten. Der Spieler, den Hannum ersetzen sollte, gab ihm seine ungewaschene Uniform und informierte ihn, dass er diese fortan selbst würde waschen müssen. In der nächsten Saison ging Hannum zu den Fort Wayne Pistons, wurde aber freigestellt und kehrte zurück zu den Hawks, die mittlerweile nach St. Louis umgezogen waren.
Kerner feuerte Coaches jährlich, hatte gerade Red Holzman entlassen und an dessen Stelle Hall of Famer Slater Martin zum Spielertrainer gemacht. Martin wollte jedoch lieber spielen und übertrug deswegen Hannum, der ohnehin die meiste Zeit auf der Bank verbrachte, Aufgaben wie das Nehmen von Auszeiten oder Auswechslungen. Bei einem Auswärtsspiel ohne den abwesenden Kerner übergab er schließlich sämtliche Aufgaben an Hannum. Wie sich herausstellte, war Hannum ein Naturtalent: Er hatte einen Riecher für unterschiedliche Spielstufen, wusste, welche Maßnahmen in kritischen Situationen gefragt waren und konnte Spieler motivieren und führen. Nachdem er als Spielertrainer 1957 im siebten Spiel der Finals noch Bob Pettit selbst den fruchtlosen letzten Pass zugespielt hatte, gelang es ihm 1958 als Vollzeitcoach, die Boston Celtics im Finale zu schlagen.
Nach der NBA-Meisterschaft ging Hannum für ein Jahr in die National Industrial Basketball League zum Werksteam der Vickers Petroleum Company, den Wichita Vickers, und gewann den Amateurtitel der Amateur Athletic Union (AAU). Gleichzeitig konzentrierte er sich auf den Aufbau seines Baugewerbes, das er fortan während seiner gesamten Karriere nebenbei betreiben sollte.
Zwischen 1960 und 1966 coachte er die Syracuse Nationals und die San Francisco Warriors. Hier sollte Hannum in seiner (nicht reibungslosen) Zusammenarbeit mit Wilt Chamberlain als einzig ernstzunehmenden Rivalen von Celtics-Coach Red Auerbach und dem Ausnahmespieler Bill Russell den Basketball der 60er Jahre am meisten prägen. Nach Auseinandersetzungen mit harten Bandagen zwischen Coach und Chamberlain trafen sich beide in Philadelphia wieder und sollten es nicht bereuen. Denn lediglich durch Hannums Meisterschaften 1958 mit den Hawks und 1967 mit den Philadelphia 76ers, für die er in Syracuse einst selbst noch gespielt hatte, wurde die Serie der Celtics-Championate zwischen 1957 und 1969 unterbrochen. Kurz vor seinem Tod nannte Hannum das Team der 67er 76ers das beste Team aller Zeiten inklusive der Dream Teams.
Ein Jahr nach seiner letzten NBA-Meisterschaft heuerte Hannum in der American Basketball Association (ABA) an und führte dort die Oakland Oaks zur Meisterschaft, womit er der erste Trainer war, der in beiden Ligen eine Meisterschaft gewinnen konnte. Hernach coachte er zwei Jahre das NBA-Expansion Team der San Diego Rockets und danach drei Jahre die anderen Rockets der ABA, die Denver Rockets. Denver hat kurz vor der Fusion von ABA und NBA mit den Nuggets den Namen eines früheren NBA-Franchises von Denver übernommen, während die San Diego Rockets, heute in Houston beheimatet, ihren Namen behielten.

## Auszeichnungen
- NBA Coach of the Year Award 1964
- ABA Coach des Jahres 1969